# Föreningen för kvinnans politiska rösträtt i Finspång
Föreningen för kvinnans politiska rösträtt i Finspång, även kallad Finspångföreningen för kvinnans politiska rösträtt, var Finspångs lokalförening inom Landsföreningen för kvinnans politiska rösträtt (LKPR). Föreningen bildades 1913 och var verksam lokalt i Finspång för införandet av kvinnors rösträtt i Sverige.
Bland aktiviteterna fanns föredrag, samkväm, insamling av medel och förhandlingar om samarbete med andra organisationer. 

## Historik
Föreningen för kvinnans politiska rösträtt i Finspång bildades 18 maj 1913, efter ett föredrag av Ella Billing. Föreningen hade 1 mars 1914 ett offentligt möte med föredrag av Louise Woods-Beckman om pensionsfrågan.

## Ordförande
- 1913–1921: Anna Bohman